# Theobald Mathew
Theobald_Mathew (Thomastown, 10 de octubre de 1790-Cobh, 8 de diciembre de 1856) fue un sacerdote católico irlandés, conocido como Padre Mathew (Father Mathew). Abstemio, participó activamente en el Movimiento por la Templanza.

Theobald Mathew comenzó sus estudios en el St Patrick’s College en Maynooth, pero tuvo que abandonarlo y luego se unió a la Orden Capuchina de Dublín en 1808.  En 1814 fue ordenado sacerdote y luego se estableció en Cork. 